# Kriegerdenkmal Hohendolsleben
Das Kriegerdenkmal Hohendolsleben ist ein denkmalgeschütztes Kriegerdenkmal im Ortsteil Hohendolsleben der Gemeinde Dähre in Sachsen-Anhalt. Im örtlichen Denkmalverzeichnis ist das Kriegerdenkmal unter der Erfassungsnummer 094 97658 als Kleindenkmal verzeichnet.

## Allgemeines
Das Kriegerdenkmal Hohendolsleben befindet sich südlich der Dorfkirche Hohendolsleben. Es besteht aus aufeinander getürmten Findlingen, gekrönt von einem Adler mit ausgebreiteten Schwingen und ist mit einer Inschrift für die gefallenen Soldaten des Ersten Weltkriegs verziert.
Im Kreisarchiv des Altmarkkreises Salzwedel ist die Ehrenliste der Gefallenen des Ersten Weltkriegs erhalten geblieben. In der Kirche wurde eine Gedenktafel für die Gefallenen des Zweiten Weltkriegs aufgehängt.
Auf dem Kriegerdenkmal in Dähre werden die Gefallenen des Ersten Weltkriegs ebenfalls genannt.